# M

Litera Mm scrisă cu fontul „School Script Dashed”.

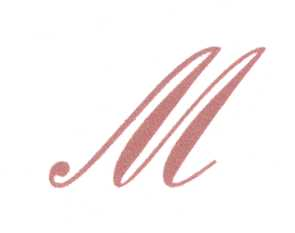
Majuscula M

Minuscula m

M este a treisprezecea literă din alfabetul latin și a șaisprezecea din alfabetul limbii române. În limba română M notează o consoană nazală bilabială.
M reprezintă, în sistemul cifrelor romane, numărul 1.000.

## Istorie
Litera M este derivată din fenicianul Mem, prin intermediul Mu din greacă (Μ, μ). Litera semitică Mem inițial, probabil, reprezenta apa. Unii semiți au trăit în Egiptul antic în cca. 2000 î.Hr. și unii cercetători consideră că atunci au împrumutat hieroglifa pentru "apă", care a fost folosită prima oară ca o consoană nazală alveolară (/n/), deoarece cuvântul egiptean pentru apă era n-t. Același simbol a devenit folosit pentru /m/ în alfabetul semit, deoarece cuvântul pentru apă începea cu acel sunet.
| n |

| n |

## Alte Utilizări

### Înfizică
- m este abreviera standard pentru metru în Sistemul Internațional de Unități (SI)

### Închimie
- M este folosit pentru abreviera unității concentrației molare.

## Alte reprezentări
| Alfabetul fonetic NATO | Codul Morse |
| Mike                   | ––          |

|                                                 |                     | ⠍       |
| Sistemul de semnalizare maritimă internațională | Alfabetul semaforic | Braille |